# 张家山站
张家山站是一个沪昆线上的铁路车站，位于江西省宜春市樟树市张家山街道，目前为三等站，邮政编码为331208。车站建于1958年，1978年扩建，曾办理客货运业务，2006年9月停办客运:1432。车站目前仅办理专用线、专用铁路货运作业，设有通往樟树人造板厂等单位的专用线。该专用线建于1955年，通往樟树港河西码头，厂内设有3条股道，以分流樟树站转运的进出赣南的货物:158。